# Protohip
Els protohips (Protohippus) són un gènere extint de mamífers perissodàctils de la família dels èquids que visqueren a Centreamèrica i Nord-amèrica durant el Miocè. Se n'han trobat restes fòssils a Costa Rica, els Estats Units i Mèxic. Eren aproximadament de la mateixa mida que un ase. El pes estimat de les diverses espècies que formen aquest grup és de 109 kg per a P. gidleyi, 127 kg per a P. pachyops, 126 kg per a P. perditus, 154 kg per a P. supremus i 94 kg per a P. vetus. El nom genèric Protohippus significa 'primer cavall' en llatí.